# 渡辺秀石

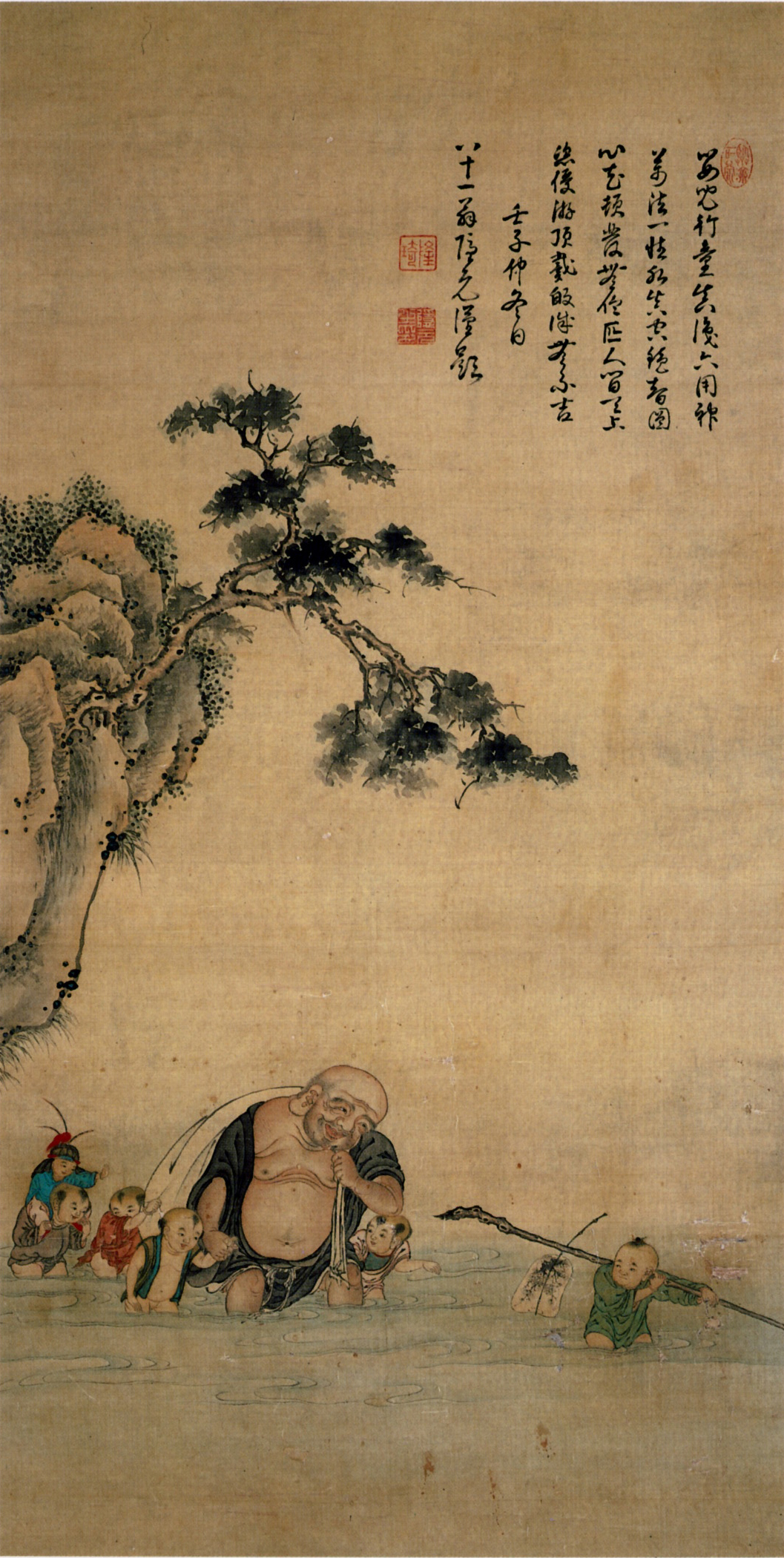
布袋渡水図 伝渡辺秀石筆 隠元賛 1672年 絹本着色 萬福寺

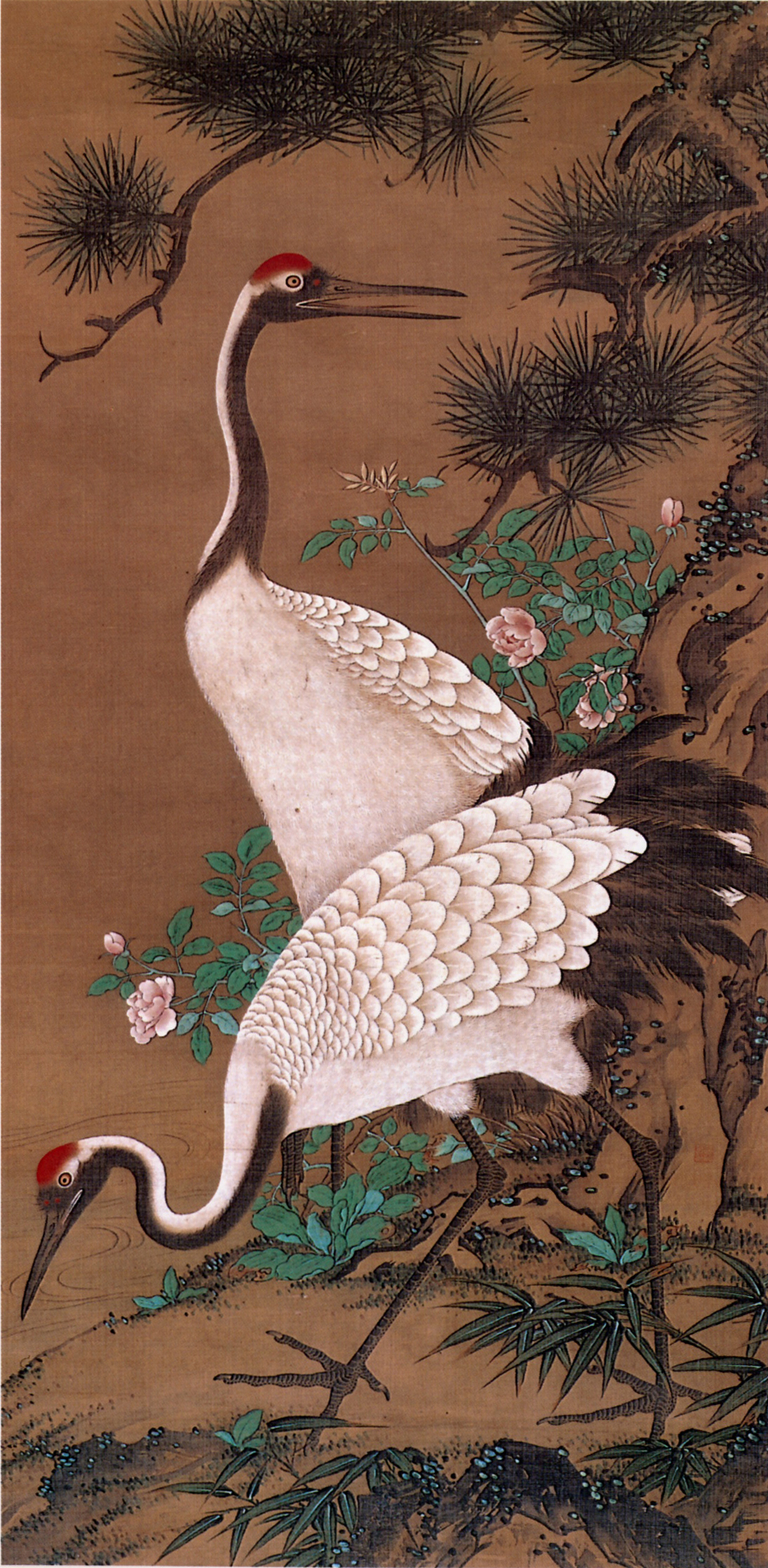
双鶴図 渡辺秀石筆 絹本着色

渡辺秀石（わたなべ しゅうせき、寛永16年（1639年） - 宝永4年1月16日（1707年2月18日））は、江戸時代前期に長崎で活躍した画家。逸然に就いて画を修め、長崎奉行所から唐絵目利を命ぜられると写生画を基調とする唐絵目利派の祖となった。
本姓は岩川氏。字を元章、仁寿斎・嬾道人などと号し、師の画号である煙霞比丘も襲名している。通称は甚吉。

## 略伝
肥後国主菊池氏を祖という。商人岩川甚吉の子であったが渡辺に改姓。正保元年（1645年）逸然について北宗画を修め、河村若芝とともに長崎漢画の代表的な画人となる。ともに師と共通の画号である煙霞比丘を襲名している。
元禄10年（1697年）唐絵目利職と御用絵師を長崎奉行所に命ぜられ、唐絵目利派の元祖となる。逸然を通じて中国から伝わった北宗画風の絵画が、公に長崎の独自な画風として認められたのである。
秀石は長崎土産となるような異国情緒あふれる長崎の風俗図や細密な花鳥図を画いている。作品は無落款のものが多く、伝存作品が少ない。その人柄は温厚で慎ましく、画神と称賛された。
秀石の一族は代々唐絵目利職を世襲し、2世秀朴・3世元周・4世秀渓・5世秀彩・6世秀詮・7世秀実（鶴洲）・8世元洲と続いた。秀石の弟の渡辺秀岳も画家。
法号は仁寿院元章秀石居士。東林山深崇寺に一族と共に葬られている。

## 作品
- 「野稲群雀図」伝秀石　長崎歴史文化博物館
- 「寿老図」伝秀石　長崎歴史文化博物館
- 「唐夫人図」長崎歴史文化博物館
- 「雪中梅鶴図」
- 「布袋渡水図」伝秀石　寛文12年（1672年）萬福寺
- 「出島・十善寺絵巻」
- 「老松双鶴図」

## 出典

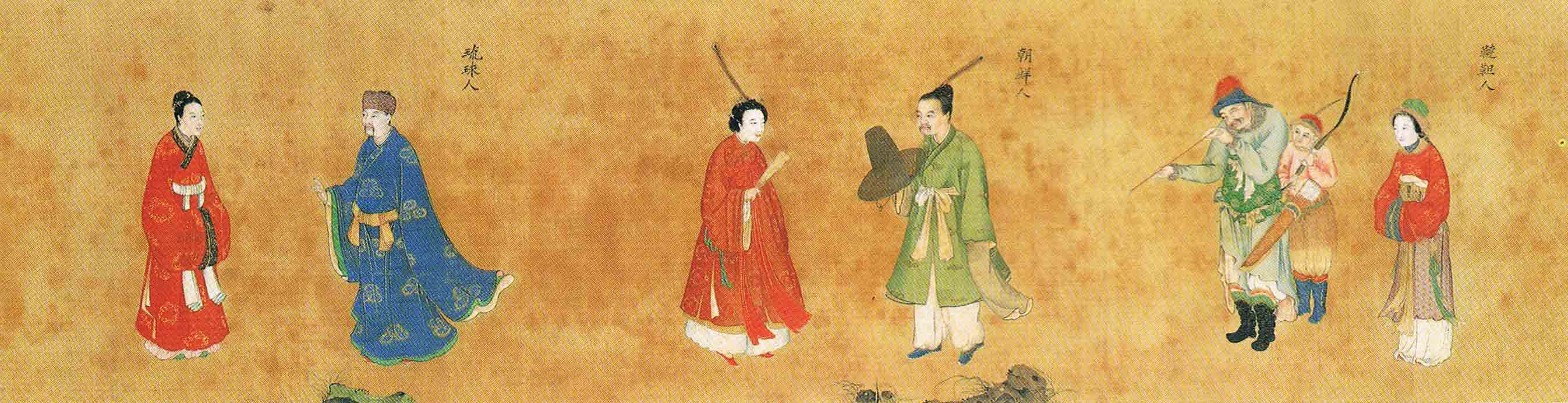
異国人図巻（琉球人・朝鮮人・韃靼人）

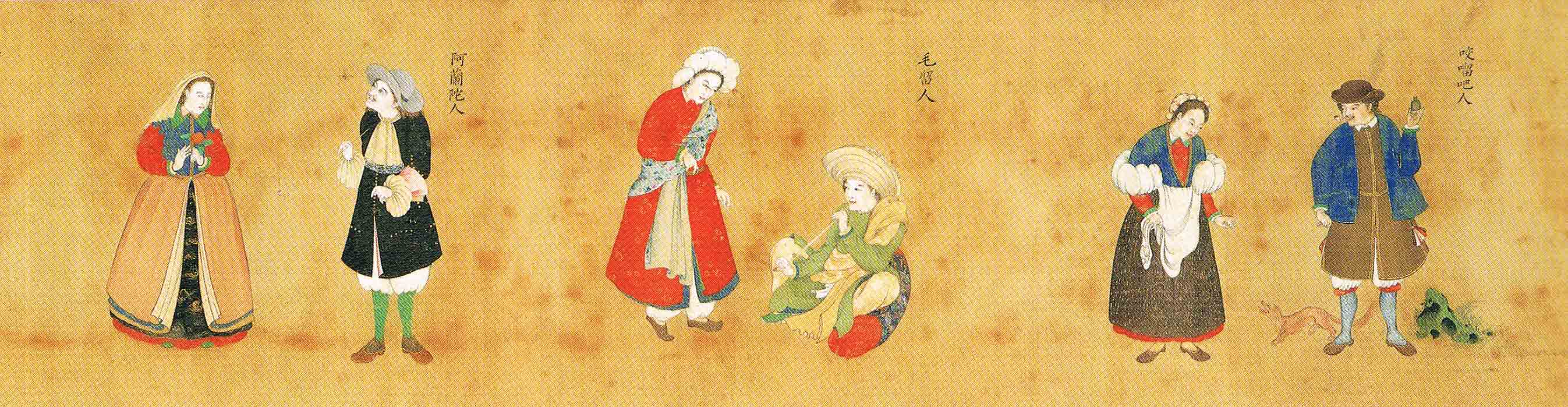
異国人図巻（阿蘭陀人・毛留人・咬𠺕吧人）